# Berberomeloe majalis

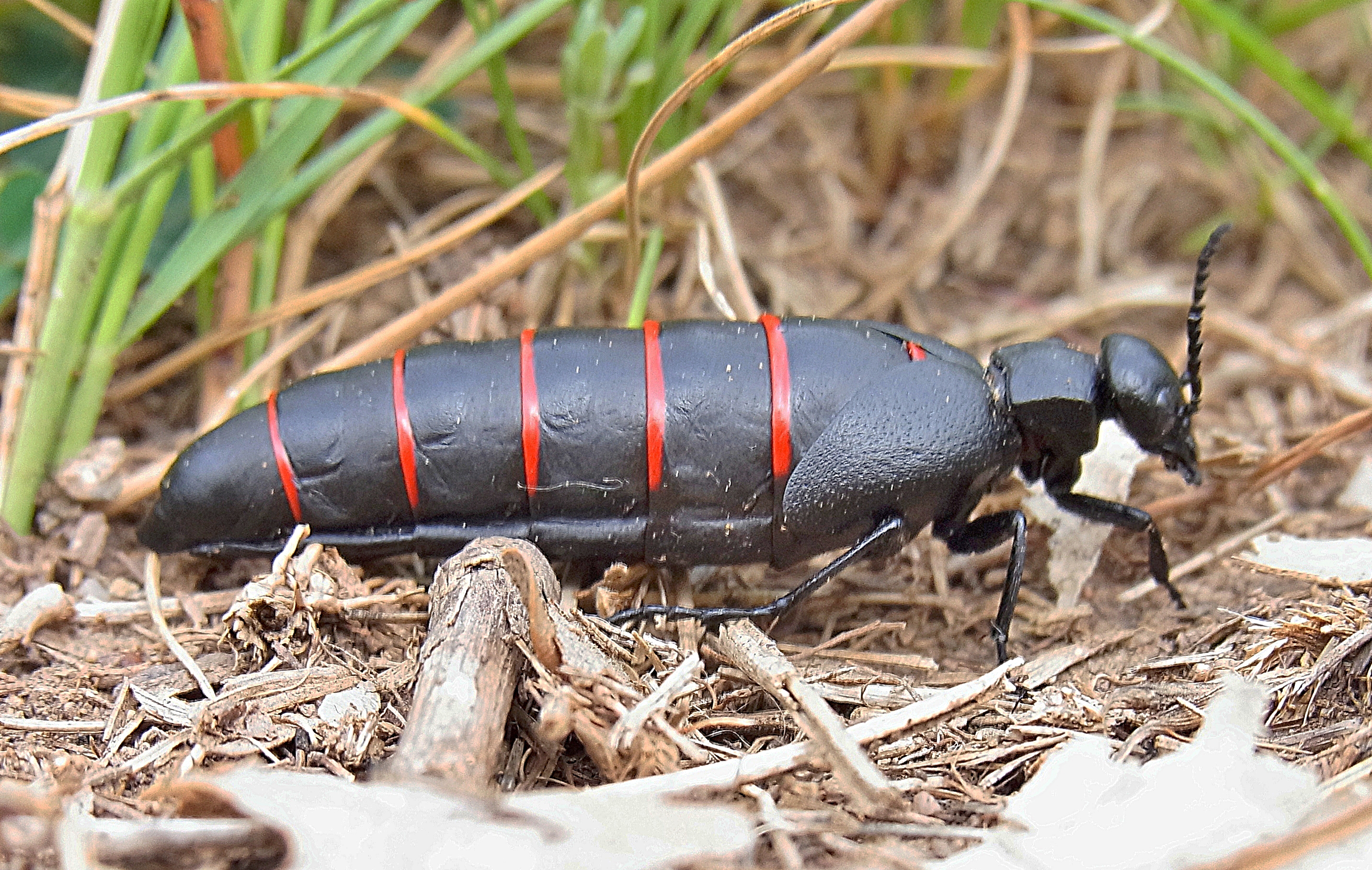

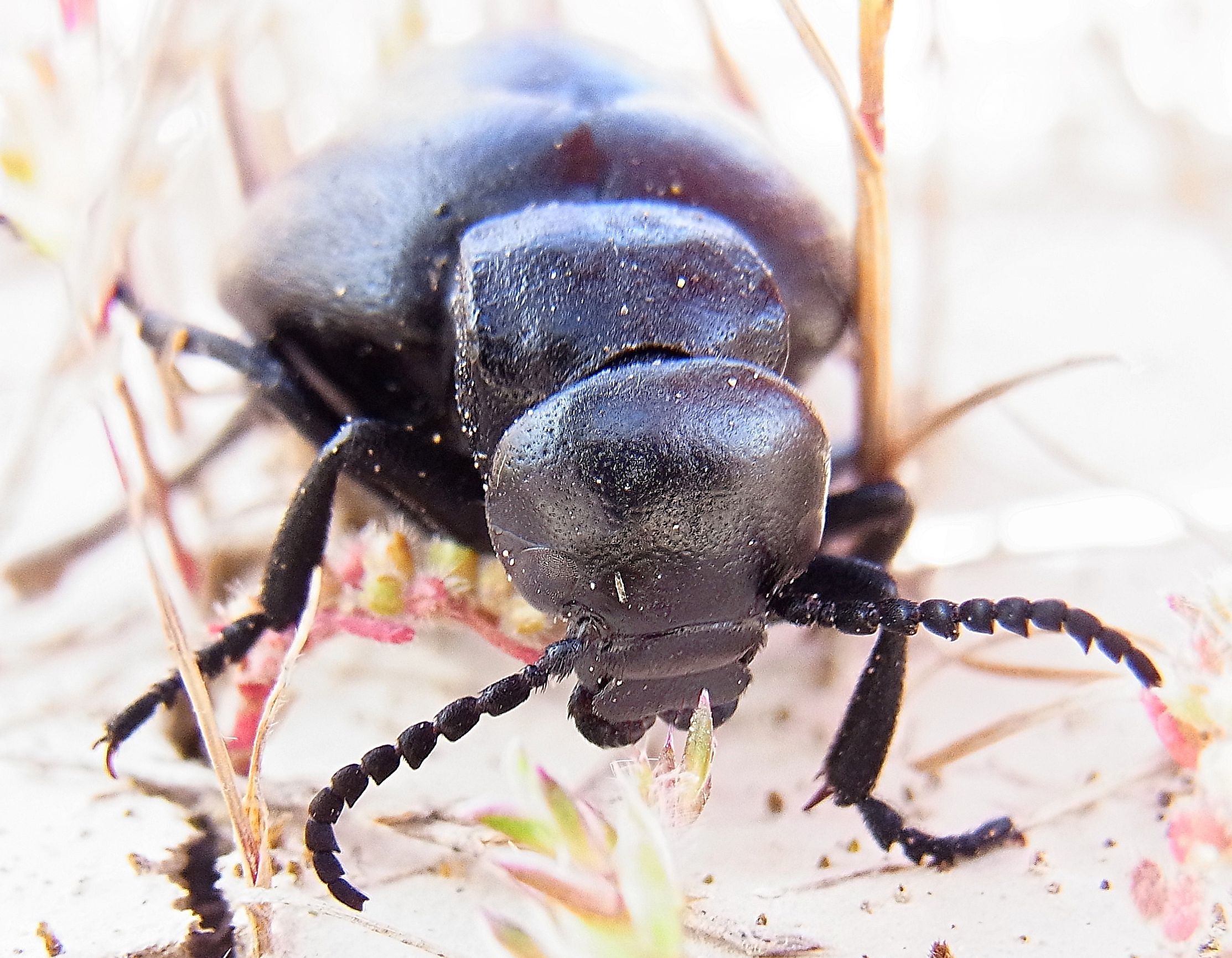

Berberomeloe majalis ist ein Käfer aus der Familie der Ölkäfer (Meloidae) und ist mit bis zu 7 cm einer der größten Käfer Europas.

## Merkmale
Die Käfer werden 40 bis zu 70 Millimeter lang, die Weibchen werden dabei etwas größer als die Männchen. Ihr Körper ist gedrungen und schwarz gefärbt. Unverwechselbar sind die orangeroten Streifen am verdickten Abdomen, die aber stark variieren können. Die Deckflügel sind deutlich kürzer als der Hinterleib und klaffen am Ende stark auseinander.

### Ähnliche Arten
Berberomeloe insignis: Hat keine orangerote Streifen am Abdomen, dafür ist er an den Schläfen rot gefärbt, die Art ist selten im Südwesten Spaniens in Küstennähe anzutreffen.

## Vorkommen
Die Tiere kommen im mediterran geprägten Teil Spaniens und in Portugal vor, auch in Nord-Afrika (Marokko bis Tunesien). Sie leben auf sonnigem, trockenem Gelände in offenem Grasland oder auch in Wäldern mit sehr lockerem Baumbestand, von der Küste bis in Höhen von 3000 m in der Sierra Nevada.

## Lebensweise
Die Imagines ernähren sich von Pollen. Die Larven leben ausschließlich parasitisch, vor allem in den Nestern von solitären Wildbienen. Die Weibchen legen dabei etwa 2.000 bis 10.000 Eier, da die Verlustraten durch Fehlwirte und Fressfeinde sehr hoch sind.

## Entwicklung
Die Entwicklung der ca. drei Millimeter langen Larven verläuft über eine Hypermetamorphose, die verschiedenen Larvenstadien sind also unterschiedlich gestaltet. Dabei ist das erste Stadium nicht wie bei Meloe als Dreiklauer (Triungulinus) ausgebildet, indem es sich an ein potentielles Wirtstier klammert, sondern muss aktiv das Nest des Wirtes (Wildbienen) aufsuchen.  Nachdem sie zunächst das Ei und danach das Nektar-Pollengemisch der Vorratskammer der Biene gefressen haben, verlassen sie das Nest. Sie häuten sich ein weiteres Mal und sind danach eher madenartig und kaum beweglich, mit zurückgebildeten Beinen. Diese Larven verpuppen sich, aus der Puppe schlüpft schließlich das fertige Insekt.
Wenn die Larve versehentlich eine Honigbiene ausgewählt hat, stirbt sie im Bienenstock.